# Дриймтейл
Дриймтейл (на английски: Dreamtale) е финландска пауър и симфоничен метъл група от Тампере, която пее на английски.

## История
Музикалният проект е основан от китариста Рами Керянен в началото на 1999 г. Керянен е вокалист на групата до 2002 г. Първоначално „Дриймтейл“ се изявява като подгряваща група на Sinergy във Финландия, а второто им демо, „Refuge from Reality“, се разпродава в деня на излизането му.
Повечето от копията на демото са продадени в Япония, което помага за представянето на групата пред звукозаписните компании. „Дриймтейл“ започва да получава оферти за записи по цял свят, а през август 2001 г. подписва сделка със Spinefarm Records.
През декември 2001 г. групата започва да записва „Beyond Reality“. След като завършва албума, „Дриймтейл“ преминава през промени в състава си: Паси Ристолайнен заменя басиста Алоис Ваймер и привлича нов певец, Томи Вийлтола, който се присъединява към групата. Керянен е единственият основател, който остава в групата.
„Beyond Reality“ е издаден в Япония през юни, а на други места – през юли 2002 г. Продава се добре и групата печели в Япония. За да зарадва японските фенове, групата бързо стартира записите по втория пълнометражен албум.
Записите за втория им албум „Ocean's Heart“ започват през януари 2003 г. във Fantom studios Finland, където албумът е миксиран от Саму Ойтинен. Довършителните щрихи са добавени с мастеринга на Мика Жусила в студио Finnvox.
Клавиристът Турка Вуоринен напуска групата през 2006 г. и е заменен от Аксели Каасалайнен. В края на 2008 г. басистът Паси Ристолайнен напуска групата, главно поради липса на мотивация. Заменя го Хейки Ахонен.
През 2010 г. групата пуска пробните песни „Angel Of Light“, „Reasons Revealed и Strangers 'Ode“. Петият албум, „Epsilon“, е издаден през 2011 г. чрез собствения лейбъл на групата Secret Door Records. За този албум се завръща барабаниста Петтери Розенбом. С „Epsilon“, издаден и в Русия от Fono Ltd., групата прави своите първите концерти в Санкт Петербург и Москва през октомври 2011 г.
На 14 януари 2013 г. е съобщено, че се записва шестият им студиен албум. Тимо Толки миксира албума през февруари, като списъкът с песни е обявен същият месец. Албумът „World Changed Forever“ излиза на 26 април 2013 г.
На 9 декември 2016 г. „Дриймтейл“ издава своя 7-и студиен албум, озаглавен „Seventhian ... Memories of Time“. Наред с 12-те нови песни, които включват първия диск, са издадени и презаписи на няколко парчета от по-ранните албуми на групата.

## Членове

### Настоящи
- Ните Вало – вокали (2019 –)
- Рами Керянен – китари (1999 –), вокали (1999 – 2002), клавиатури (1999 – 2000)
- Мико Херо – „Ожа“ – бас (2019 –)
- Аксели Каасалайнен – клавиатури (2006 –)
- Жане Жутинен – барабани (2014 –)

### Бивши
- Кале-Пека Уеър – китара (1999)
- Петри Лайтинен – бас (1999 – 2000)
- Кимо Арамиес – сесиен бас (2000)
- Мико Вихериала – сесионни клавиатури (2000)
- Тюрка Вуоринен – клавиатури (2000 – 2006)
- Алоис Ваймер – бас (2000 – 2002)
- Томи Вийлтола – вокали (2002 – 2003)
- Еса Оржатсало – китара (1999 – 2004)
- Жарко Ахола – вокали (2003 – 2005)
- Арто Питкянен – барабани (2007 – 2010)
- Ролф Пилве – барабани (2005 – 2007)
- Нилс Нордлинг – вокали (2005 – 2007)
- Паси Ристолайнен – бас (2002 – 2008)
- Мико Матила – китара (2004 – 2007)
- Петери Розенбом – барабани (1999 – 2005, 2010 – 2014)
- Ерки Сепянен – вокали (2007 – 2019)
- Сепо Колехмайнен – китара (2007 – 2019)
- Хейки Ахонен – бас (2009 – 2019)
- Кимо Арамиес – бас (2001)

## Дискография

### Албуми
- Beyond Reality	— 2 декември 2002
- Ocean's Heart	 – 15 септември 2003
- Difference – 25 април 2005
- Phoenix – 4 юни 2008
- Epsilon	 – 20 април 2011
- World Changed Forever – 26 април 2016
- Seventhian ...Memories of Time – 9 декември 2016
- Everlasting Flame – 1 април 2022

### Сингли
- Wellon – 2005 —	Difference
- Payback – 2008 —	Phoenix
- Take What the Heavens Create – 2009	— Phoenix
- Angel of Light	 —	Epsilon
- Tides Of War – 2013 —	World Changed Forever
- Join The Rain	— 2013 —	World Changed Forever
- October Is Mine – 2016 —	Seventhian ...Memories of Time
- Sleeping Beauty – 2019

### Демота
- Shadow of the Frozen Sun – 1999
- Refuge from Reality – 2000